# Jarząbkowy Grzbiet

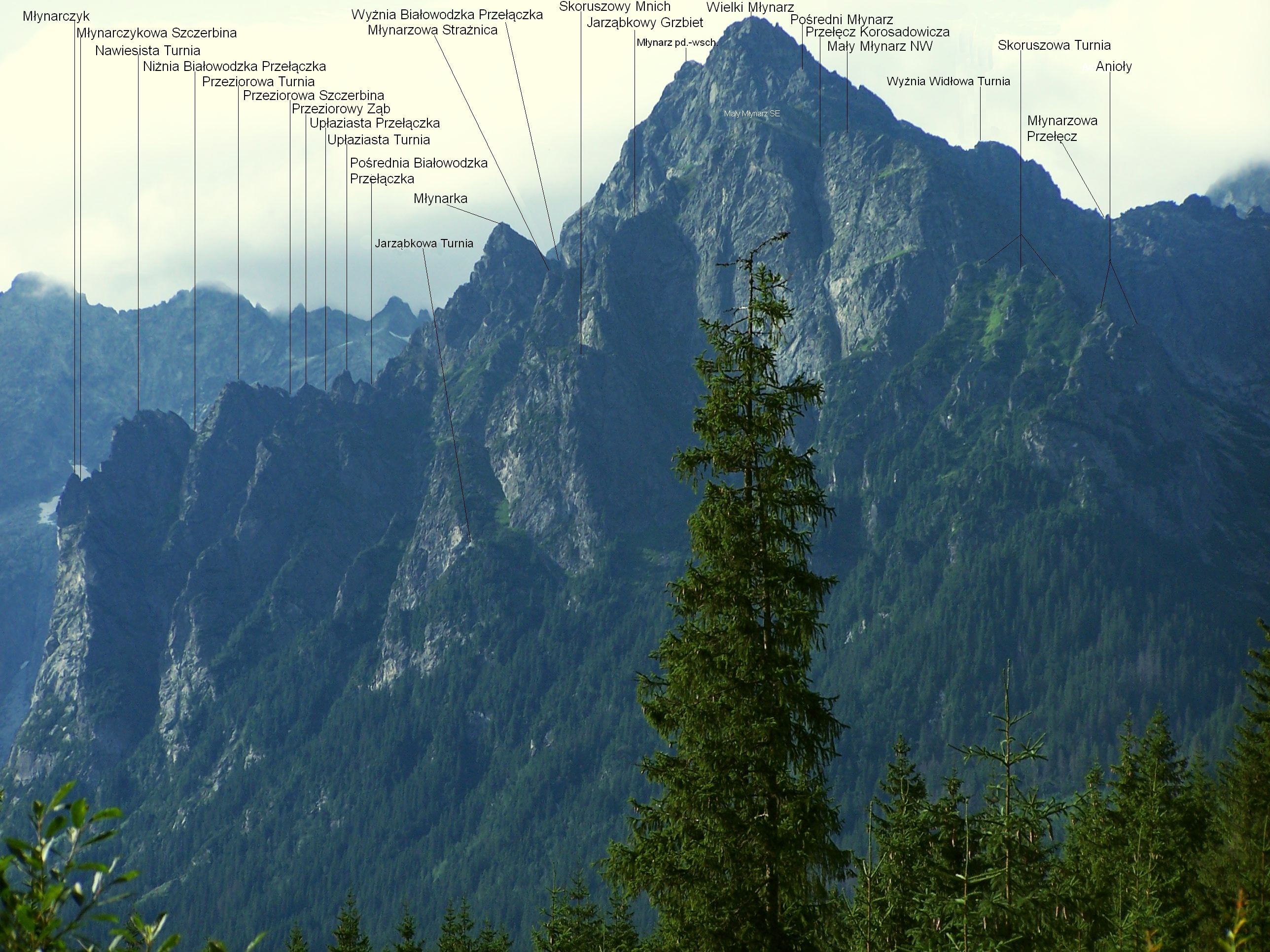
Widok z drogi do Morskiego Oka

Jarząbkowy Grzbiet (słow. Jariabkov chrbát, ok. 1955 m) – górna część południowo-wschodniego grzbietu Jarząbkowego Zwornika w masywie Młynarza w słowackich Tatrach Wysokich. Jest to wąska i skalista grań pomiędzy Wyżnim Jarząbkowym Siodełkiem (ok. 1950 m) a Wyżnią Jarząbkową Szczerbiną (ok. 1755 m). Ma długość około 250 m, a jej najwyższa kulminacja znajduje się tuż po wschodniej stronie Wyżniego Jarząbkowego Siodełka. Orograficznie lewe zbocza grani opadają średnio stromymi ściankami do górnej części Skoruszowego Żlebu. Na przeciwną stronę, do Jarząbkowego Kotła Jarząbkowy Grzbiet opada pionową ścianą o wysokości około 100 m. Jej najniżej położona podstawa znajduje się w żlebie będącym prawą gałęzią Jarząbkowego Żlebu.